# Карний розшук
Слу́жба ка́рного розшу́ку — оперативна служба органів внутрішніх справ СРСР, Російської Федерації, України, Білорусі та деяких інших країн колишнього Радянського Союзу, у завдання якої входить запобігання злочинам загальної кримінальної спрямованості, припинення і розкриття підготовлюваних або вже скоєних злочинів такого роду, розшук осіб, які переховуються від слідства і суду, та безвісти зниклих громадян, встановлення особи у випадку невпізнаного трупа тощо.